# German Open 2018
German Open 2018 — тенісний турнір, що проходив на ґрунтових кортах у місті Гамбург, Німеччина з 23 липня. Належав до категорії ATP World Tour 500, був турніром серії Hamburg European Open 2018 року.

## Фінальна частина

### Одиночний розряд
Ніколоз Басілашвілі —  Леонардо Маєр 6–4, 0–6, 7–5

### Парний розряд
Хуліо Перальта /  Орасіо Себальйос —  Олівер Марах /  Мате Павич 6–1, 4–6, [10–6]